# Astragalus laricus
Astragalus laricus är en ärtväxtart som beskrevs av Pierre Edmond Boissier. Astragalus laricus ingår i släktet vedlar, och familjen ärtväxter. Inga underarter finns listade i Catalogue of Life.